# Wirtschaftsraum
Wirtschaftsräume (oder Wirtschaftsregionen) sind in der Wirtschaftsgeographie geografisch benachbarte Regionen, die zu mehreren souverän bleibenden Staaten gehören und die eine gemeinsame oder abgestimmte Wirtschaftspolitik betreiben.

## Allgemeines
Der Begriff geht auf den Geographen Theodor Kraus zurück. Kraus definierte 1933 als Wirtschaftsraum einen „durch menschliche Aktivitäten organisierte[n] und gestaltete[n] Erdraum bzw. Landschaftsausschnitt, welcher durch bestimmte sozioökonomische Strukturmerkmale und funktionale Verflechtungen charakterisiert und abgegrenzt ist“. Für Kraus musste der Wirtschaftsraum aus einem in sich geschlossenen Wirtschaftskreislauf von Bedarf, Erzeugung und Verbrauch bestehen. Auch „Gleichartigkeit und Gleichgerichtetsein der wirtschaftlichen Bindungen und Bezogenheiten“ mussten vorhanden sein.
Die Staaten in einem Wirtschaftsraum behalten ihre Identität und Souveränität. Sie entschließen sich aufgrund von Staatsverträgen, auf dem Gebiet der Wirtschaft zusammenzuarbeiten, um ihre Volkswirtschaften enger miteinander zu verknüpfen. Geschieht dies auch politisch, liegt ein Staatenbund vor. Der Wirtschaftsraum ist kein völkerrechtlicher Staat und hat weder ein eigenes Staatsgebiet noch eigene Staatsangehörige. Staatsziel aller Mitgliedstaaten eines Wirtschaftsraums ist vor allem die Verbesserung der Terms of Trade über das in jedem Mitgliedstaat vorhandene Niveau hinaus, was auch über eine abgestimmte Stabilisierung der Wechselkurse erreicht werden kann. Auch Win-win-Situationen zwischen den Mitgliedsstaaten sind möglich.

## Integration
Ausgehend von Kraus werden die Wirtschaftsstrukturen des Wirtschaftsraums regional durch wirtschaftliche Integration mit Hilfe gemeinsamer sozioökonomischer Strukturmerkmale und funktionaler Verflechtungen harmonisiert: 
- Strukturell wird das innere Gefüge der raumprägenden Elemente eines Wirtschaftsraums bezüglich seiner Lage- und Eigenschaftsdimensionen angepasst.
- Funktionell werden Art, Intensität und Dynamik der das räumliche Wirkungsgefüge prägenden Verflechtungen und Systemzusammenhänge harmonisiert.

Der Wirtschaftsraum unterscheidet sich durch seine individuelle Wirtschaftsstruktur von den ihn umgebenden Wirtschaftsräumen. Eine Ausgliederung nach Regions- oder Staatsgrenzen erscheint nur bei makrogeografischer Betrachtungsweise sinnvoll.  

## Geschichte
Aufgrund der im November 1777 verabschiedeten Konföderationsartikel entstand im März 1781 auf dem heutigen Gebiet der USA ein riesiger Wirtschaftsraum. Die einzelstaatliche Souveränität blieb zunächst erhalten, aber Ziel war nicht nur ein wirtschaftlicher, sondern auch ein politischer Zusammenschluss. Ein weiterer Wirtschaftsraum entstand 1823 mit dem Staatenbund der Zentralamerikanischen Konföderation. 
Ein erster makropolitischer Wirtschaftsraum war die im April 1951 gegründete Europäische Gemeinschaft für Kohle und Stahl (EGKS). Es folgte im Januar 1958 die Europäische Wirtschaftsgemeinschaft (EWG), der Rechtsvorgängerin der heutigen Europäischen Union, die im Februar 1992 durch den Vertrag von Maastricht entstand. Ihr wichtigster Teilsektor ist die Europäische Wirtschafts- und Währungsunion, die seit Januar 2002 innerhalb der Eurozone die gemeinsame Währung Euro denominiert hat. Hieraus entstand im Januar 1994 der Europäische Wirtschaftsraum als Freihandelszone zwischen der Europäischen Union und der Europäischen Freihandelsassoziation (EFTA).
Die Asiatisch-Pazifische Wirtschaftsgemeinschaft (APEC) entstand im November 1989 und ist als Wirtschaftsraum anzusehen. Der im März 1991 gegründete Mercosur ist ein Binnenmarkt und funktioniert deshalb als Wirtschaftsraum, auch wenn es bisher nicht gelungen ist, die Weichwährungen der Mitgliedstaaten zu harmonisieren. Durch das im Januar 1994 zustande gekommene Nordamerikanische Freihandelsabkommen (NAFTA) ist dagegen kein Wirtschaftsraum entstanden, denn es ist lediglich ein multilaterales Freihandelsabkommen, das den Außenhandel – und damit lediglich einen Teilbereich der Wirtschaftspolitik – regelt.
Im September 2009 beschlossen die ASEAN-Mitgliedstaaten die Errichtung eines Binnenmarkts nach dem Vorbild der EU.

## Wirtschaftliche Aspekte
Der Wirtschaftsraum ist das zentrale Erkenntnisobjekt der Wirtschaftsgeographie. In jüngerer Zeit ist dort die umfassende Wirtschaftsraumanalyse hinter die Beschäftigung mit ausgewählten Spezialthemen zurückgetreten. So richtet sich das Interesse zunehmend auf die Erforschung der Bildung und Entwicklung regionaler Produktionscluster (Industrieregion, Cluster) und deren Entwicklung in einem spezifischen soziokulturellen Kontext wie der Einbindung der Akteure in ihr Umfeld (englisch embeddedness; relationale Wirtschaftsgeographie). Auch raumwirksame Aspekte der Globalisierung und neue internationale Arbeitsteilung werden zunehmend behandelt. Besondere Beachtung findet das Beziehungsgefüge zwischen globalen und lokalen Prozessen und Systemen (Glokalisierung).

## Abgrenzungen
Im Gegensatz zum Wirtschaftsgebiet wird beim Wirtschaftsraum eine Abgrenzung des Wirtschaftsraums auf der Grundlage politisch-administrativer Verwaltungseinheiten vermieden. Unter einer Agglomeration (Ballungsraum) versteht man die Konzentration mehrerer Nachbargemeinden innerhalb eines Staates wie das Ruhrgebiet. Die Gesamtheit aller in einem Wirtschaftsraum verbundenen und gegenseitig abhängigen Sektoren wird als Volkswirtschaft bezeichnet.